# Milan Savić (Autor)

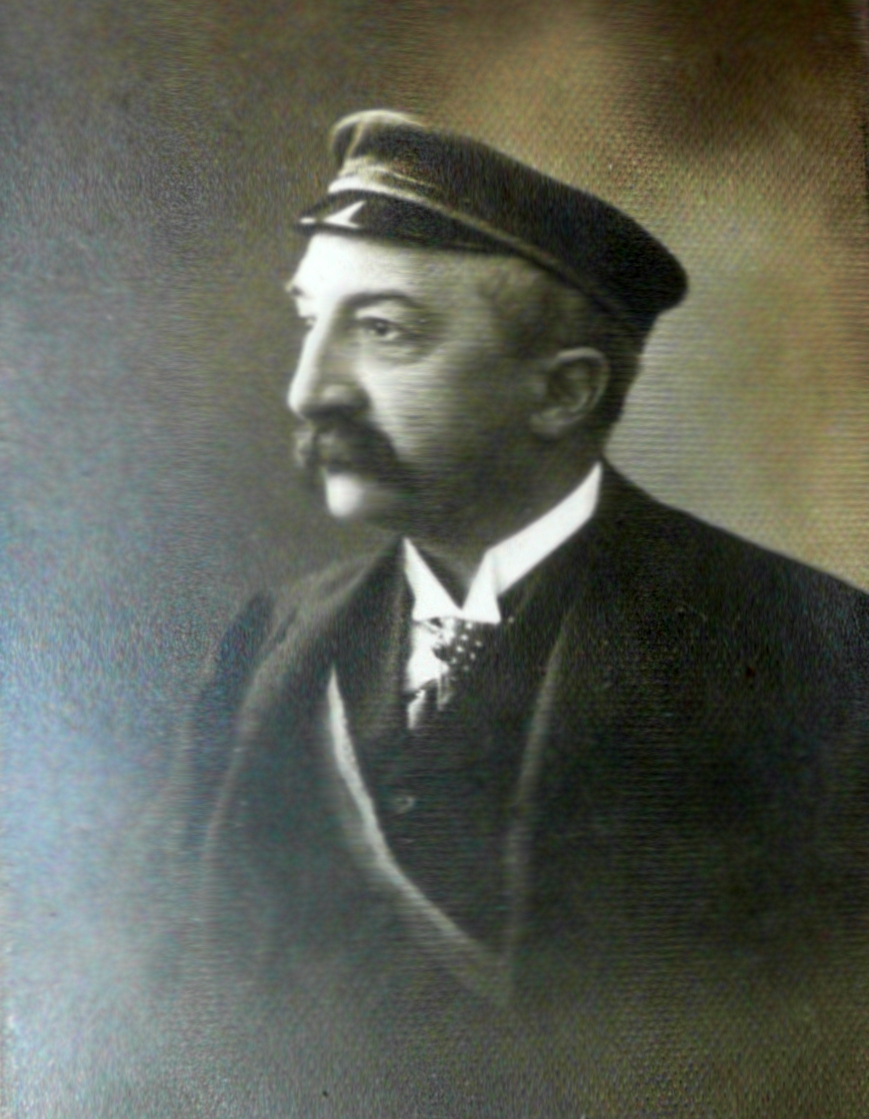
Milan Savić

Milan Savić, serbisch  Милан Савић, deutsch auch Emil Szavitz (* 1845 in Novi Sad; † 21. Februar 1930 in Belgrad) war ein serbischer Schriftsteller und Übersetzer.

## Leben

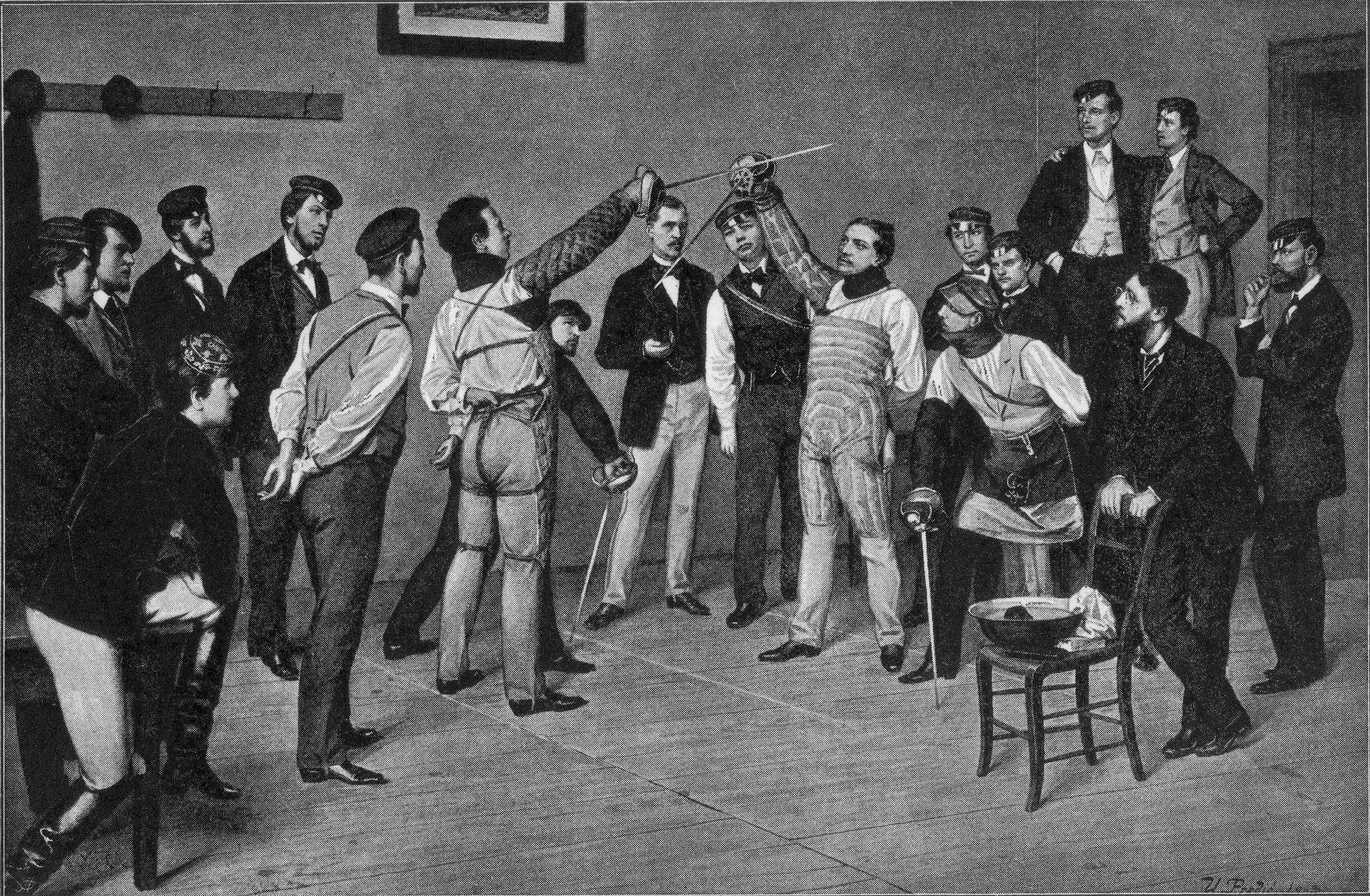
Mensur von Savić (der Fechter rechts) 1869

Nach Besuch des Gymnasiums in Pécs  studierte Savić ab 1864 Medizin in Wien. 1867 wurde er Mitglied des Corps Saxonia Wien. Am 14. Januar 1874 scheiterte er im Rigorosum, beendete das Medizinstudium und ging nach Leipzig. Dort studierte er Philosophie und schloss seine Studien 1875 mit der Promotion zum Dr. phil. ab. Anschließend kehrte er nach Novi Sad zurück, wurde dort Sekretär des serbischen Kulturvereins Matica srpska und freier Übersetzer.

## Leistungen
Savić fertigte 1885 die erste Übersetzung des Faust I von Johann Wolfgang von Goethe in die serbische Sprache.
Der Faust in der Übersetzung von Savic wurde am 8. April 1886 im Serbischen Nationaltheater in Novi Sad uraufgeführt.
1896 wurde Savic Generalsekretär der Matica srpska, des bedeutendsten serbischen Kulturvereins.

## Werke
- Blau-rot-gold. Erinnerungen eines Wiener Korpsphilisters, 2. Aufl., Wien 1903 (Autobiographie von Savić, insbesondere über seine Zeit als Student in Wien)
- Sljiva. Gajenje i upotreba sa predlozima za unapredenje sljivarstva i pravilom za pregled suchih sljiva u Srbiji 2. prerabeno i gonulnjeno izd (= Die Zwetschke, ihre Pflanzung, Nutzanwendung sowie die wirtschaftliche Bedeutung der getrockneten Zwetschken f. Serbien. 2. umgearb. u. erg. Aufl.), Belgrad 1900
- Zanatu i industrija u prisajedinjenim oblastima i zanati u starim granicima kraljevine Srbije (= Handwerk und Industrie in den alten Grenzen des Königreichs Serbien.), Belgrad 1914
- Drzavni zivot i industrija zemal’ske odbrane (= Das Staatsleben u. die Industrie der Landesverteidigung), Belgrad 1929
- Izdana Ministerstva trgovine i industrije. Nasa industrija i zanati. Nine osnovice, stane (= Unsere Industrie u. unsere Gewerbe. Ihre Grundlagen, ihre Lage, Beziehungen, Bedeutung, ihre Bahnen, Vergangenheit u. Zukunft), Sarajevo 1922–1932
- Johan Volfgang Gete, Faust (tragedija), Belgrad 1920, Neuauflage Belgrad 1950
- Der Serbisch-Ungarische Aufstand vom Jahre 1735, Leipzig (Dissertation) 1876 (erschienen unter dem Vornamen Emil statt Milan)
- Goethe und Jugaslavien, in: Prisma (= Blätter des Schauspielhauses Bochum), Jahrg. 5 (1928/29), Heft 7/10, S. 128–131